# Каринська Варвара Андріївна
Варвара (Барбара) Андріївна Каринська, до шлюбу Жмудська (англ. Barbara Karinska; нар. 3 жовтня 1886, Харків — пом. 18 жовтня 1983, Нью-Йорк) — американська модельєрка українського походження, авторка сценічних костюмів для кіно та балету, зокрема, сучасної загальноприйнятої у світі балетної пачки. Володарка премії «Оскар» (1948) за дизайн костюмів для фільму «Жанна д'Арк». Працювала у Бродвеї та Голлівуді, з Сальвадором Далі, Марком Шагалом. В її костюмах знімались Марлен Дітріх, Елізабет Тейлор, Інгрід Бергман та інші численні зірки.

## Біографія

### В Україні
Народилася 3 жовтня 1886 року в Харкові, в сім'ї купця-мільйонера Андрія Яковича Жмудського третьою з 10 дітей і старшою з доньок. З дитинства захоплювалася вишиванням. Вивчала право в Харківському університеті.
1908 — одружилася з сином заможного харківського промисловця Олександром Мойсеєнком. 1909 року народила доньку Ірину. Через кілька місяців чоловік помер.
1910 — виграла судовий процес зі старшим братом Анатолієм, власником газети «Утро», отримавши опіку над його дворічним сином Володимиром, якого виховала як власного сина.
Невдовзі одружилася з харківським адвокатом-криміналістом М. Каринським. З розвитком його правничої практики 1915 року сім'я перебралася до Москви, де Варвара Каринська придбала простору квартиру і цілковито віддалася мистецтву. Була господинею салону, який щовечора приймав інтелігентну публіку після театральних чи балетних вистав. Розвивала власну художню техніку, комбінуючи шматки кольорової шовкової марлі з фотографіями та малюнками. Темою її перших робіт був балет. Після тривалого самовдосконалення Варвара Каринська виставила 12 своїх робіт у популярній московській галереї. Виставка принесла матеріальний успіх і позитивну критику.
Після революції 1917 р. чоловіка призначили міністром юстиції Тимчасового уряду Росії та головою апеляційного суду Петроградського округу. У 1919-1920 р. він займав високі посади на територіях, контрольованих Добровольчою армією. У цей час життя Варвари Каринської, Ірини й Володимира точилося між Харковом і Сімферополем. Після захоплення Криму червоними чоловік емігрував, а Каринська з дітьми залишилася в країні більшовиків і невдовзі заочно розлучилася з чоловіком-білогвардійцем.
1921 — Варвара Каринська повернулася до Москви, де одружилася з Володимиром Мамонтовим, сином одного з найбагатших московських дореволюційних промисловців. В умовах НЕПу Каринська знову відкрила салон, де збиралися митці, інтелектуали й навіть урядовці, а також модельне ательє з пошиття одягу й капелюшків haute-couture, антикварну крамницю та школу вишивання. Втім, невдовзі радянська влада націоналізувала школу.

### За кордоном

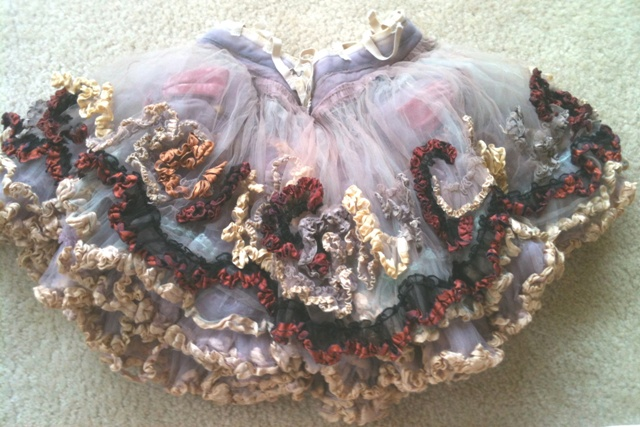
Спідниця авторства Каринської для постановки "Western Symphony" New York City Ballet.

1924 — за підтримки наркома освіти Радянської Росії А. Луначарського Каринській вдалося організувати виїзд сім'ї за кордон під виглядом організації виставки робіт її учнів у країнах Європи. Під учнівськими полотнами вивезла також унікальну колекцію церковної вишивки XII-XIII ст., яку зібрала за довгі роки і яку радянська влада намагалася знищити. Після кількох років у Берліні та Брюсселі осіла в Парижі (1930), де прожила 9 років. 15-річний період життя в Європі був вдалим у творчому плані: працювала з Сальвадором Далі, Марком Шагалом та іншими художниками. Створювала костюми для трупи «Балле рюс де Монте-Карло» та інших відомих балетних труп.
1939 — переїхала з дітьми до Нью-Йорку, де почала нове життя (тут її звали Барбарою).
У 1940—1970-х створила майже всі костюми до постановок засновника Школи американського балету Джорджа Баланчина, спочатку за ескізами художників, потім самостійно: “Вальс” (1951), “Шотландська симфонія” (1952), “Лускунчик” (1954), “Блискуче алегро”, “Дивертисмент № 15” (обидва 1956), “Па де де Чайковського” (1960), “Сон у літню ніч” (1962), “Коштовності” (1967), “Другий концерт Чайковського” (1973). Окрім роботи в New York City Ballet, виконувала сценічні костюми для різних танцювальних колективів, мюзиклів на Бродвеї та фільмів у Голлівуді. Баланчин називав її «Шекспіром костюма», від якої залежить половина успіху вистави.
Каринська створила образи для майже 50 балетів і здійснила переворот в балетній моді, створивши балетну пачку. Танець вимагав все більшої свободи і пластики, тому Каринська відходила від обручів і пачок на кшталт парасольок зі спицями. Робила багатошарові пачки без обручів, які були легкими, зберігали форму, демонстрували талію і ноги балерини. Вона почала використовувати м'які спідниці, які не заважали рухам танцівниці і водночас створювали необхідну атмосферу і настрій вистави і врешті створила балетну пачку, яка сьогодні є у світі загальноприйнятою. Також мисткиня модифікувала корсет.
1948 — удостоєна вищої нагороди Американської Кіноакадемії — премії «Оскар» (за дизайн костюмів для фільму «Жанна д'Арк», США).
1952 — номінована на «Оскар» за костюми до фільму-балету «Ганс Крістіан Андерсен».
Померла 18 жовтня 1983 року в Нью-Йорку у віці 97 років.

## Пам'ять

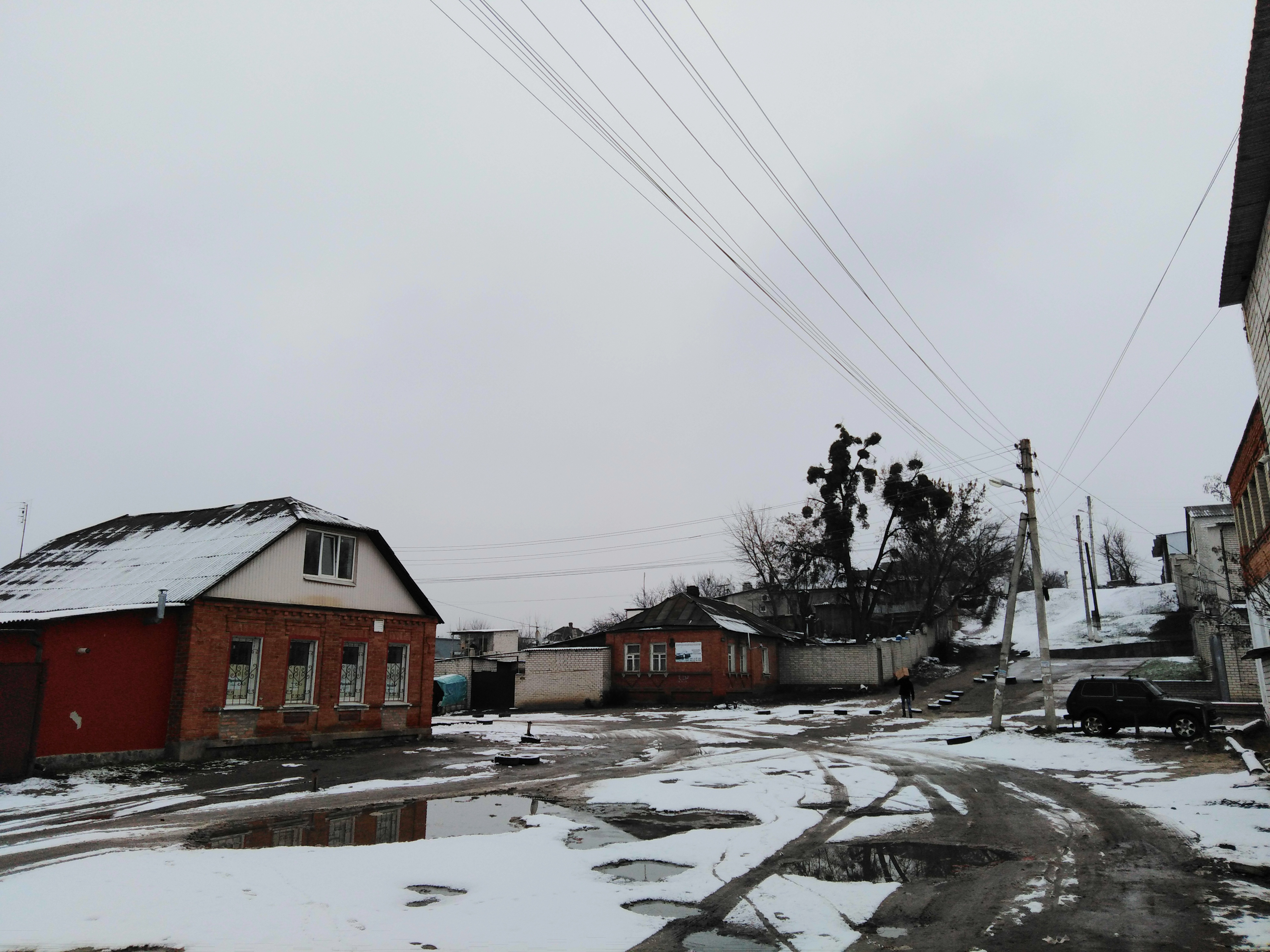
Вулиця Варвари Каринської (до 2015 р. вул. Кашена Марселя). Харків, р-н Тюринка

- 2003 — активістська громада Харкова утворила Фонд імені Варвари Каринської (керівник М. Шемет).
- 2004 — засновано Міжнародний фестиваль моди і театрального костюма ім. Каринської.
- 2005 — у Харкові на колишньому будинку родини Жмудських (вул. Пушкінська, 31) встановлено меморіальну таблицю на честь Варвари Каринської (скульптор С. Ястрєбов).
- 2015 — у Харкові ім'ям Варвари Каринської названо вулицю в Київському районі міста (колишня вулиця Марселя Кашена).[6]
- 19 лютого 2019 — в структурі УПЮ, юнацької частини українського Пласту, з'явився підготовчий курінь ім. Варвари Каринської станиці Харків.